# Алфёрово (Калязинский район)
Алфёрово— деревня в Калязинском районе Тверской области. Центр Алфёровского сельского поселения.

## География
Находится в 4 километрах к югу от города Калязина.

## История
Во второй половине XIX — начале XX века деревня Алферово относилась к Константиновскому приходу Степановской волости Калязинского уезда Тверской губернии. В 1888 году — 40 дворов, 212 жителей; промыслы: валяльщики, каменщики, рабочие на крахмальном заводе г. Калязина.
В 1940 году Алферово входило в Чаплинский сельсовет Калязинского района Калининской области.
В 1997 году — 83 хозяйства, 239 жителей. Администрация Алферовского сельского округа, центральная усадьба СПК «Гранит» (бывший колхоз), ДК, библиотека, начальная школа, медпункт, отделение связи, магазин.

## Население
| 1859 | 1888 | 1997 | 2002 | 2010 |
| ---- | ---- | ---- | ---- | ---- |
| 170  | ↗212 | ↗239 | ↘230 | ↘203 |